# Методиево (област Шумен)
 За другото българско село вижте Методиево (област Добрич).  
Метòдиево е село в Североизточна България, община Върбица, област Шумен.

## География
Село Методиево се намира на около 25 km югозападно от областния център град Шумен, около 14 km северно от общинския център град Върбица и около 22 km източно от град Омуртаг. Разположено е в историко-географската област Герлово, в южното подножие на Преславска планина, на около 5 km западно от най-високия ѝ връх „Голяма Въшкадалница“ (723,4 m). Надморската височина в центъра на Методиево е около 336 m.
Климатът е умереноконтинентален.
Общински път свързва село Методиево на югоизток в село Иваново с първокласния републикански път I-7, водещ на североизток през град Велики Преслав до връзка при град Шумен с автомагистрала „Хемус“, а на юг – през селата Конево и Менгишево, град Върбица и пътния възел „Петолъчката“ до връзка с автомагистрала „Тракия“.
В землището на село Методиево има два микроязовира (по данни към 11 юни 2023 г.) – поземлени имоти с кадастрални идентификатори 47915.29.115 и 47915.28.136.
Землището на село Методиево граничи със землищата на: село Кралево на север; село Имренчево на североизток и изток; село Иваноео на изток и югоизток; село Драгановец на югозапад; село Преселец на запад.

## История
Селото е в България от 1878 г. През 1931 г. дотогавашното му двойно име (Чауш кьой, Чаушово) е променено на Методиево. При преброяването на населението през 1881 г. селото е записано като Чауш-кьой.
Турско училище в село Чаушово (Методиево) е открито през 1924 г. като начално училище. До 1946 г. е частно, след което преминава на държавна издръжка. През 1950 г. е преобразувано в турско народно основно училище. През 1959 г. се слива с българското народно основно училище в селото и се създава Основно училище „Христо Ботев“. Училищната сграда е построена през 1962 г. Училището е закрито през 2008 г.
Народно читалище „Пробуда“ в село Методиево е основано през октомври 1930 г. Към читалището функционират библиотека, състави за художествена самодейност.

## Население
Числеността на населението на село Методиево според преброяванията през годините е както следва:
| \| Година на преброяване \| Численост \| \| --------------------- \| --------- \| \| 1934 \| 1441 \| \| 1946 \| 1584 \| \| 1956 \| 1174 \| \| 1965 \| 1253 \| \| 1975 \| 1075 \| \| 1985 \| 835 \| \| 1992 \| 642 \| \| 2001 \| 507 \| \| 2011 \| 393 \| \| 2021 \| 251 \| |           |
| Година на преброяване | Численост |
| 1934 | 1441      |
| 1946 | 1584      |
| 1956 | 1174      |
| 1965 | 1253      |
| 1975 | 1075      |
| 1985 | 835       |
| 1992 | 642       |
| 2001 | 507       |
| 2011 | 393       |
| 2021 | 251       |

Етническият състав на населението на село Методиево по данните за етническите групи според преброяването на населението през 2011 г. е както следва:
|                     | Численост | Дял (в %) |
| Общо                | 393       | 100.00    |
| Българи             | 12        | 3.05      |
| Турци               | 355       | 90.33     |
| Цигани              | 26        | 6.61      |
| Други               | –         | –         |
| Не се самоопределят | –         | –         |
| Неотговорили        | –         | –         |

## Обществени институции
Село Методиево към 2023 г. е център на кметство Методиево.
В село Методиево към 2023 г. има:
- действащо читалище „Пробуда – 1930“;[14][15]
- джамия;[16]
- пощенска станция.[17]

## Културни и природни забележителности
На 2 km югозападно от селото се намира селищната могила Чуката с диаметър 40 на 50 m и височина 3 – 4 m, датирана от халколита.